# Carlos Ghosn

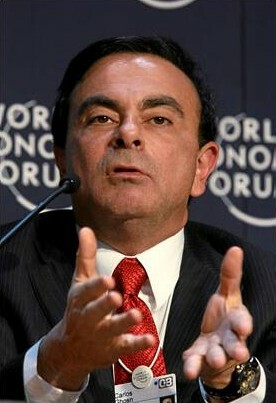
Carlos Ghosn (2008)

Carlos Ghosn KBE (arabisch كارلوس غصن, DMG Kārlūs Ġuṣn, * 9. März 1954 in Porto Velho, Brasilien) ist ein Manager mit brasilianischer, libanesischer und französischer Staatsbürgerschaft. Ghosn war bis zum 23. Januar 2019 Chief Executive Officer von Renault-Nissan-Mitsubishi und Vorsitzender des Verwaltungsrats von Renault. Die japanischen Strafbehörden setzten ihn im November 2018 fest und klagten ihn u. a. der Untreue an. Nachdem er gegen Kaution aus Untersuchungshaft entlassen worden war, entzog er sich Ende Dezember 2019 dem Zugriff der japanischen Justiz durch Flucht in den Libanon.

## Leben
Als Kind einer christlich-libanesischen Familie zog Ghosn im Alter von sechs Jahren mit seiner Mutter und seinen Geschwistern von seinem Geburtsland Brasilien in den Libanon, wo er eine französische Schule besuchte. Nach einem Ingenieurstudium an der École polytechnique in Paris begann er 1978 bei Michelin und wurde dort 1990 Chef von Michelin North America.
1996 engagierte ihn der kriselnde Autobauer Renault als Executive Vice President. Ghosn ergriff einschneidende Restrukturierungsmaßnahmen; 1997 schrieb Renault wieder schwarze Zahlen. Renault entsandte ihn 1999 mit dem Auftrag „Sichten und Sanieren“ zum japanischen Autokonzern Nissan. Zuvor hatte Renault sich unter der Führung von Louis Schweitzer zu 44,4 % an Nissan beteiligt. Dies war möglich, weil Nissan damals in einer existenzbedrohenden Krise war. Werksschließungen, Verbesserungen vieler Abläufe und die Neuordnung der Zulieferkette führten zur Sanierung von Nissan.
Seit 2001 war Ghosn Vorstandschef von Nissan. Ab 2005 war er zusätzlich Vorstandschef von Renault als Nachfolger von Louis Schweitzer. 2006 führte Ghosn auf Vorschlag des General-Motors-Aktionärs Kirk Kerkorian Gespräche über eine Allianz mit General Motors, die aber zunächst ergebnislos endeten. Mit Wirkung vom 14. Dezember 2016 wurde Ghosn zusätzlich Vorsitzender des Verwaltungsrats von Mitsubishi Motors, an der Nissan seit 2016 einen Anteil von 34 % hält. Im April 2017 wechselte Ghosn vom Vorstandsposten in den Verwaltungsrat bei Nissan, um sich auf die Geschäfte von Mitsubishi und Renault zu konzentrieren.

### Privatleben
Ghosn war von 1984 bis 2010 mit der Libanesin Rita Ghosn verheiratet und hat vier Kinder. Im Mai 2016 heiratete er die in Beirut geborene US-Amerikanerin Carole Nahas.

## Strafrechtliche Ermittlungen in Japan
Am 19. November 2018 wurde Ghosn in Japan festgenommen. Japanische Behörden führten gleichzeitig Hausdurchsuchungen bei Nissan durch.
Die japanische Staatsanwaltschaft wirft ihm neben anderen Verfehlungen insbesondere die Veruntreuung von Firmengeldern vor: Ghosn habe sein eigenes Einkommen in Jahresabschlüssen zu niedrig angesetzt und damit gegen Finanzmarktregelungen verstoßen. Außerdem soll er Unternehmensvermögen für private Zwecke veruntreut haben, um damit Luxuswohnungen in vier Ländern zu finanzieren, sowie weitere Verfehlungen begangen haben. Als CEO habe Ghosn zudem für Marketingkosten 15 Millionen US-Dollar an den omanischen Autohändler Suhail Bahwan Automobiles (SBA) überwiesen, wovon 5 Millionen Dollar an ein Privatkonto Ghosns zurückgeflossen sein sollen. Zu einer anderen Gelegenheit habe Nissan auf Anweisung Ghosns Geld an einen saudischen Geschäftsmann ausgezahlt, der ihn zuvor finanziell unterstützt habe.
Ghosn bestreitet die gegen ihn vorgebrachten Vorwürfe; alle Auszahlungen seien ordnungsgemäß und mit der zuständigen Abteilung besprochen und es sei nicht seine Absicht gewesen, Einkünfte falsch zu deklarieren. Sein Sturz sei von einigen wenigen nationalistischen Führungskräften von Nissan sowie hochrangigen Beamten des japanischen Industrieministeriums mit Hilfe der Staatsanwaltschaft Tokios orchestriert worden, um sich einer schrittweisen Übernahme von Nissan durch Renault zu widersetzen. Diese hätten sich auf interne Informationen gestützt, die ihnen von Nissan auf illegale Weise zugespielt worden seien.
Nissan entband Ghosn kurz nach seiner Festnahme von seinem Posten. Am 26. November 2018 wurde Ghosn auch als Chef des Verwaltungsrats von Mitsubishi Motors abgesetzt. Renault hingegen erklärte im Dezember, man habe kein Fehlverhalten Ghosns feststellen können. Trotzdem trat Ghosn am 24. Januar 2019 von seiner Position als Präsident von Renault zurück.
Ende April 2019 wurde er gegen eine Kaution von insgesamt 1,5 Mrd. Yen (rund 12 Mio. Euro) unter strikten Auflagen aus der Untersuchungshaft entlassen; beispielsweise durfte er das Land nicht verlassen. Dennoch setzte er sich unter noch nicht vollständig geklärten Umständen Ende Dezember 2019 in den Libanon ab. Er wurde von drei Fluchthelfern in einer Kiste versteckt, die angeblich Musikinstrumente enthielt und darin mit Hilfe eines Privatjets in den Libanon gebracht. Zwei US-Bürger, die bei der Flucht geholfen hatten, wurden im Juli 2021 in Tokio zu Haftstrafen von 2 Jahren bzw. 1 Jahr und 8 Monaten verurteilt, nachdem sie zuvor von den USA nach Japan ausgeliefert worden waren.
Der Libanon hat mit Japan kein Auslieferungsabkommen und Frankreich liefert seine Staatsangehörigen prinzipiell nicht aus.
Im Libanon ist Anfang Januar 2020 ein Interpol-Haftbefehl gegen Ghosn eingegangen. Zwar wurde bisher keine Entscheidung getroffen, doch die Regierung deutete an, dass eine Auslieferung unwahrscheinlich sei.
Eine UN-Arbeitsgruppe bezeichnete im November 2020 die Untersuchungshaft des früheren Chefs der Automobilgruppe Renault-Nissan-Mitsubishi, Carlos Ghosn, in Japan als „willkürliche Freiheitsentziehung“: „The deprivation of liberty of Carlos Ghosn [...] was arbitrary [...].“ (WGAD, Opinion No. 59/2020). Damit seien mehrere Artikel der Allgemeinen Erklärung der Menschenrechte verletzt worden, wie aus der in Genf veröffentlichten Einschätzung der Arbeitsgruppe gegen willkürliche Inhaftierungen hervorgeht.

## Publikationen
- mit Philippe Ries: Shift. Inside Nissan’s Historic Revival. Doubleday, 2005, ISBN 0-385-51291-0.
- mit Miguel Rivas-Micoud: 24 leçons de management. 1. Auflage. Maxima, Paris 2007, ISBN 978-2-84001-505-5 (französisch).